# Siavana repanda
Siavana repanda är en fjärilsart som beskrevs av Walker 1857. Siavana repanda ingår i släktet Siavana och familjen nattflyn. Inga underarter finns listade i Catalogue of Life.